# Lara Méndez
Lara Méndez López, née le 17 septembre 1972 à Männedorf (Suisse), est une femme politique espagnole, membre du Parti socialiste ouvrier espagnol (PSOE).

## Biographie

### Formation et vie professionnelle
Lara Méndez est ingénieure agricole de formation. Elle a formé des travailleurs et entrepreneurs dans le domaine agricole et environnemental ; et travaillé au sein du mouvement associatif galicien pour le développement rural financé par des fonds européens. Elle a aussi participé à l'actualisation du plan cadastral de la communauté autonome de Galice.

### Conseillère municipale et députée provinciale
En 2000, elle devient secrétaire générale des jeunesses socialistes de Cervo. Élue conseillère municipale de la commune, elle se présente comme tête de liste lors des élections de 2007 et 2011. Désignée membre de la députation provinciale de Lugo, elle exerce les fonctions de seconde vice-présidente entre 2007 et 2015.
Lors du mandat d'Emilio Pérez Touriño au poste de secrétaire général du Parti des socialistes de Galice-PSOE, elle intègre la commission exécutive régionale.

### Maire de Lugo
Lors des élections du 24 mai 2015, elle est en deuxième place sur la liste du PSOE emmenée par le maire sortant, José López Orozco. La liste arrive seconde avec 29,51 % des voix et huit conseillers derrière celle du PP (31,99 % des voix et neuf conseillers). Après le renoncement d'Orozco, elle devient la candidate socialiste au poste de maire. Elle est élue maire de Lugo le 13 juin 2015 par 13 voix pour et 12 voix à d'autres candidats grâce à un accord tripartite avec le Bloc nationaliste galicien et Nouvelle Lugo, marque blanche de Podemos dans la ville. Elle devient ainsi la première femme à diriger la ville de Lugo.
Sa liste arrive en deuxième position, derrière celle du PP, avec huit conseillers municipaux au cours des élections municipales du 26 mai 2019. À la suite du scrutin, elle conclut un accord de coalition avec le BNG, qui dispose de cinq élus. Cette entente lui permet d'être investie pour un second mandat de maire le 16 juin par 13 voix sur 25.
À l'occasion du congrès du Parti des socialistes de Galice-PSOE (PSdeG-PSOE) de 2021, elle devient vice-secrétaire générale de la commission exécutive, après que la liste de candidats pour cette instance, proposée par le secrétaire général élu, Valentín González Formoso (es), a été élue le 8 décembre avec plus de 81 % des suffrages exprimés.
Lors des élections municipales du 28 mai 2023, la liste qu'elle mène obtient de nouveau huit sièges. Elle conclut un nouvel accord de coalition avec le BNG, qui conserve ses cinq élus, et est réélue maire le 17 juin suivant.